# Congres van de Poolse Verenigde Arbeiderspartij

Logo van de PZPR

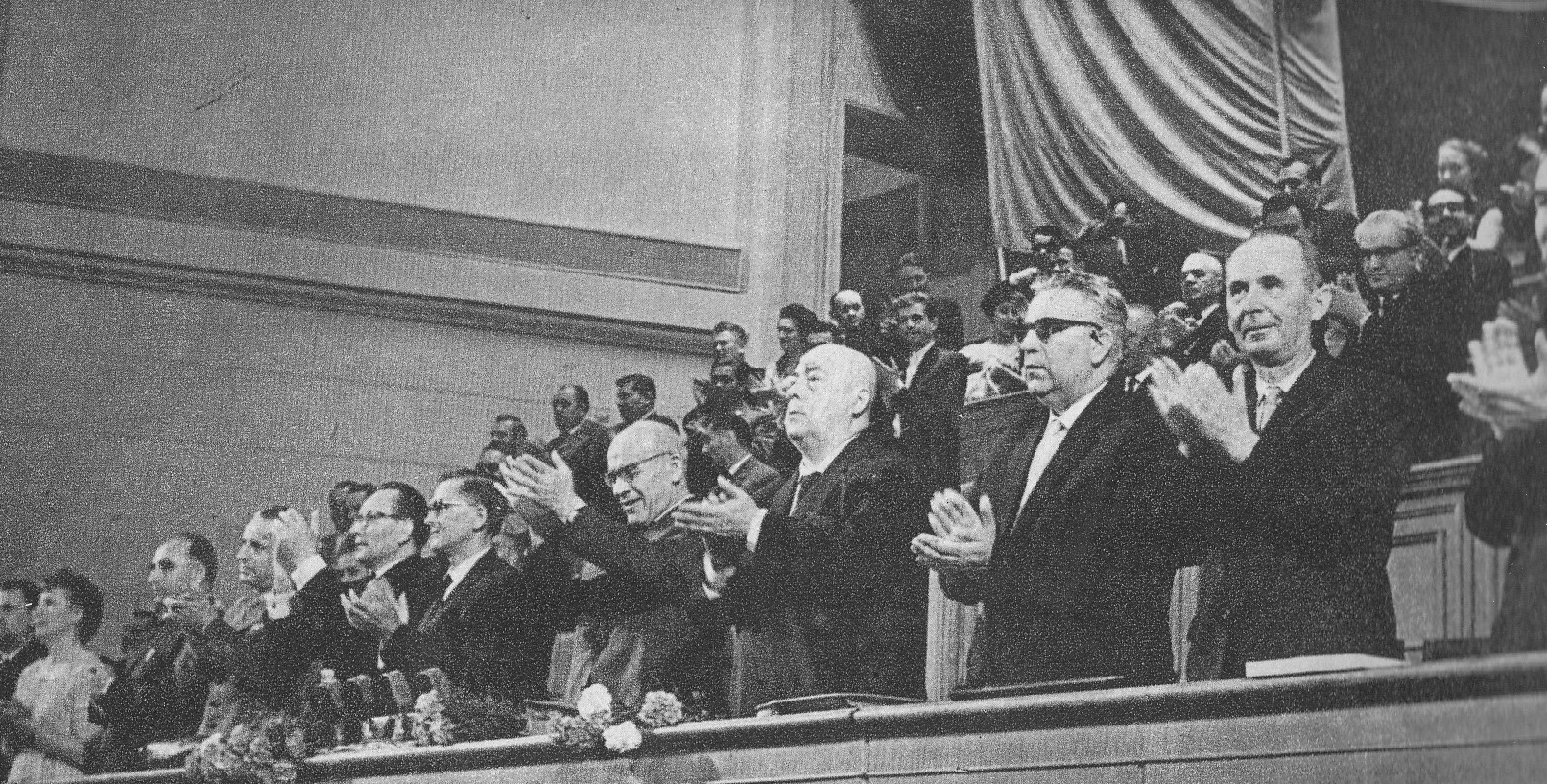
Het vierde partijcongres in 1964

Het Congres van de Poolse Verenigde Arbeiderspartij (Pools: Zjazd PZPR) was formeel het hoogste orgaan van de communistische PZPR. Op het Congres werd het Centraal Comité gekozen dat de partij tussen twee congressen in bestuurde. Het Centraal Comité vergaderde eens in de vier maanden en het dagelijks bestuur van de partij lag in handen van het Politbureau, het werkelijke machtsorgaan van de PZPR.
Congressen werden in de regel om de vier of vijf jaar gehouden. Het laatste Congres vond plaats van 27 tot en met 29 januari 1990 waarbij werd overgegaan tot zelfontbinding van de PZPR.

## Lijst van Congressen van de PZPR
| Congres                 | Datum                          | Plaats   | Aantekeningen |
| ----------------------- | ------------------------------ | -------- | ------------- |
| 1e Congres              | 15 december - 22 december 1948 | Warschau | [ 2 ]         |
| 2e Congres              | 10 maart - 17 maart 1954       | Warschau |               |
| 3e Congres              | 10 maart - 19 maart 1959       | Warschau |               |
| 4e Congres              | 15 juni - 20 juni 1964         | Warschau |               |
| 5e Congres              | 11 november - 16 november 1968 | Warschau |               |
| 6e Congres              | 6 december - 11 december 1971  | Warschau |               |
| 7e Congres              | 8 december - 12 december 1975  | Warschau |               |
| 8e Congres              | 11 februari - 15 februari 1980 | Warschau |               |
| 9e Buitengewoon Congres | 14 juli - 20 juli 1981         | Warschau |               |
| 10e Congres             | 29 juni - 3 juli 1986          | Warschau | [ 1 ]         |
| 11e Congres             | 27 januari - 29 januari 1990   | Warschau | [ 3 ]         |

## Partijstructuur
|  |  |              |              |              |              |              |              | Eerste Secretaris |  |                 |                 |                 |                 |                 |                 |  |  |
|  |  |              |              |              |              |              |              |                   |  |                 |                 |                 |                 |                 |                 |  |  |
|  |  |              |              |              |              |              |              | Politbureau       |  |                 |                 |                 |                 |                 |                 |  |  |
|  |  |              |              |              |              |              |              |                   |  |                 |                 |                 |                 |                 |                 |  |  |
|  |  | Secretariaat | Secretariaat | Secretariaat | Secretariaat | Secretariaat | Secretariaat |                   |  | Centraal Comité | Centraal Comité | Centraal Comité | Centraal Comité | Centraal Comité | Centraal Comité |  |  |
|  |  | Secretariaat | Secretariaat | Secretariaat | Secretariaat | Secretariaat | Secretariaat |                   |  | Centraal Comité | Centraal Comité | Centraal Comité | Centraal Comité | Centraal Comité | Centraal Comité |  |  |
|  |  |              |              |              |              |              |              |                   |  |                 |                 |                 |                 |                 |                 |  |  |
|  |  |              |              |              |              |              |              | Partijcongres     |  |                 |                 |                 |                 |                 |                 |  |  |

Partijcongres · Centraal Comité · Secretariaat · Politbureau · Eerste secretaris